# 海盗通史
《搶劫與謀殺——聲名狼藉的海盜通史》（A General History of the Robberies and Murders of the most notorious Pyrates）是1724年在英國出版的一部當代海盜傳記，署名為查爾斯·詹森船長。書中繪聲繪色地描寫了多位海盜黃金時代海盜的生平，并配有插圖。
這本書最早在倫敦查爾斯·利文頓的書店里開始售賣，并迅速走紅，到1726年就已經出了四版。一說現代人所認識的海盜形象就是由這本書塑造起來的。英國作家羅伯特·路易斯·史蒂文森的《金銀島》和J·M·巴里的《彼得潘》都受到過此書的影響。

## 內容
此書共分上下兩冊，第一冊主要寫18世紀早期的海盜，第二卷則寫更早些時候的人物。此書是有一些史實依據的，但也不乏文學性的演繹。
第一卷包含人物：
- 安妮·波尼
- 巴塞罗缪·罗伯茨
- 黑鬍子
- 棉布傑克
- 查爾斯·范恩
- 愛德華·英格蘭
- 爱德华·罗
- 弗朗西斯·斯普里格斯
- 乔治·劳瑟
- 亨利·埃弗里
- 豪厄尔·戴维斯
- 伊斯萊爾·漢茲
- 約翰·馬特爾
- 約翰·埃文斯
- 約翰·高
- 瑪麗·里德
- 理查德·沃利
- 羅奇·布拉奇里亞諾
- 斯蒂德·邦尼特
- 托馬斯·安斯蒂斯

卷二：
- 克里斯托佛·康丹特
- 約翰·鮑文
- 約翰·哈爾西
- 納撒尼爾·諾斯
- 薩繆爾·貝拉米
- 薩繆爾·伯吉斯
- 托馬斯·霍華德
- 托馬斯·圖
- 威廉·弗萊
- 威廉·基德

## 外部連接
- Article comparing Johnson and Defoe
- 'Pirates of the Collection', Royal Geographical Society of South Australia blog post re our library's books about pirates including edition of this title reprinted from 4th edition, 1726 （页面存档备份，存于）
- 收藏的《A General History of the Pyrates》

- 收藏的《A General History of the Pyrates》

- LibriVox中的公有领域有声书《The General History of the Pyrates》